# Страмиджоли, Надия
Надия Страмиджоли (итал. Nadia Stramigioli, род. 1 декабря 1966, Пезаро, Марке) — итальянская профессиональная шоссейная велогонщица, бронзовый призёр чемпионата Италии в групповой гонке (1991).

## Карьера
Надия Страмиджоли участвовала в шоссейных велогонках в 1990-х годах, добиваясь заметных результатов на национальных и международных соревнованиях. Страмиджоли начала свою велокарьеру в конце 1980-х годов. В 1989 году она участвовала в Женском Тур де Франс, заняв 36-е место в общем зачёте, и в Джиро д’Италия Донне, где заняла 59-е место. В 1990 году она снова участвовала в Джиро д’Италия Донне, заняв 41-е место.
В 1991 году она заняла третье место на чемпионате Италии по шоссейному велоспорту в групповой гонке, уступив Лючии Пиццолотто и Валерии Каппеллотто.
В 1993 году Страмиджоли заняла 7-е место в общем зачете Джиро ди Сицилия и 34-е место в Джиро д’Италия Донне. Она также финишировала 36-й в Туре де л’Од феминин и 15-й в GP Presov and Pravda.
В 1994 году у неё был сильный сезон: 10-е место в Джиро д’Италия Донне, 4-е место в Джиро дель Трентино-Альто-Адидже — Южный Тироль, 19-е место в Гранд Букль феминин, 22-е место в Masters Féminins и 40-е место в Тур де л’Од феминин.
В 1995 году она продолжала выступать на высоком уровне, заняв 17-е место в Джиро д’Италия Донне, 6-е место в Джиро дель Трентино-Альто-Адидже — Южный Тироль с подиумом на третьем этапе и 8-е место в Giro del Piave Femminile.
После 1995 года она завершила спортивную карьеру.

## Достижения
1991
3-я на чемпионате Италии — групповая гонка
1992
2-я на GP Primavera
1993
7-я на Джиро ди Сицилия
1994
4-я на Джиро дель Трентино-Альто-Адидже — Южный Тироль
10-я на Джиро д’Италия Донне
1995
6-я на Джиро дель Трентино-Альто-Адидже — Южный Тироль
8-я на Giro del Piave Femminile

### Статистика выступления наГранд-турах
| Гонка / Год          | 1989           | 1990           | 1991           | 1992 | 1993 | 1994           | 1995           |
| -------------------- | -------------- | -------------- | -------------- | ---- | ---- | -------------- | -------------- |
| Женский Тур де Франс | 36             | —              | —              | —    | —    | не проводилась | не проводилась |
| Гранд Букль феминин  | не проводилась | не проводилась | не проводилась | —    | —    | 19             | —              |
| Тур де л'Од феминин  | —              | —              | —              | —    | 36   | 40             | —              |
| Джиро д’Италия Донне | 59             | 41             | —              | —    | 34   | 10             | 17             |